# Ал'Лан Мандрагоран
ал'Лан Мандрагоран (на английски: al'Lan Mandragoran) е един от главните герои в поредицата „Колелото на времето“ на Робърт Джордан. Неговата роля напомня за Арагорн от „Властелинът на пръстените“ на Дж. Р. Р. Толкин
Джордан описва героя си така: „Лан е просто мъжът, който аз винаги съм искал да бъда.“
Ал'Лан Мандрагоран е последният жив наследник на кралската династия на Малкиер. Кралството му е било унищожено от Сянката, когато е бил още бебе. Лан често е описван като мъж с лице от камък и студени сини очи. Малцина могат да го победят в битка. Неговият символ, символът на кралете на Малкиер, е златен жерав.
Той е некоронованият крал на Малкиер, на Седемте кули, погълнати от разрастващата се Погибел. Още с раждането си е бил отнесен от 20 приближени на баща му, краля на Малкиер, за да го спасят и обучат. Той расте под строгия надзор на Букама, последният жив от двадесетимата мъже, изпратени с него. По времето на Айилската война той се запознава с току-що издигнатата в Айез Седай Моарейн Дамодред и с течение на обстоятелствата става неин Стражник. След години случайно се запознава с Нинив ал-Мийра, селската Премъдра, и двамата се влюбват един в друг, но поради връзката на Лан с Моарейн и дълга му към нея, а и нежеланието му да даде за сватбен подарък на Нинив вдовическо венчило, те дълго време са разделени.